# 荒浪和沙
荒浪 和沙（あらなみ かずさ、1988年4月18日 - ）は、日本の声優、女優。BloomZ代表取締役社長。千葉県出身。

## 人物
幼稚園の頃からアニメが大好きで、中学生当時は漫画家を目指していたが、ストーリーの制作や絵に才覚がなく断念し、二次元に関われる仕事がないかと思う中で声優の仕事を知った。
代々木アニメーション学院出身。2011年放送の『お兄ちゃんのことなんかぜんぜん好きじゃないんだからねっ!!』の近藤繭佳役で初のヒロインを担当。
2011年12月31日までJTBエンタテインメントに所属していた。その後、フリーでの活動を経て、2013年5月にキティの所属となったが、2015年3月退所。同年4月13日、アプトプロに所属したが、8月11日にキャトルステラへと移籍。2017年9月末にキャトルステラを退所。
同年10月21日にBloomZ所属となった。2018年6月現在、BloomZの社長及びクロコダイルの顧問を務めている。現在は社長業や音響監督業を中心に活動しており、声優業としての活動は継続案件のみで事務所サイトにはタレントとしてのプロフィールページは存在しない。
普通自動二輪免許を保有している。

## 出演
太字はメインキャラクター。

### テレビアニメ
2008年
- イタズラなKiss（女子生徒、女子学生、披露宴の客）
- おでんくん
- ペルソナ 〜トリニティ・ソウル〜

2009年
- けんぷファー（会計）

2010年
- 世紀末オカルト学院（女子高生）
- 夢色パティシエール（ナース）

2011年
- お兄ちゃんのことなんかぜんぜん好きじゃないんだからねっ!!（近藤繭佳）
- けんぷファー für die Liebe（会計）
- まよチキ!（見守る会）
- 輪るピングドラム（夏芽マリオ）
- Rio RainbowGate!（ジェーン）

2012年
- さんかれあ（森園彩）

2013年
- ストライク・ザ・ブラッド（女性）
- D.C.III 〜ダ・カーポIII〜（五条院巴）

2014年
- テラフォーマーズ（女性秘書）
- ロボットガールズZ（グレンダさん〈グレンダイザー〉）

2015年
- てーきゅう（園児3）

2016年
- 甘々と稲妻（熊谷先生、女子生徒）
- 少年メイド（お天気キャスター）
- だがしかし（男の子）
- タマ&フレンズ 〜うちのタマ知りませんか?〜（2016年 - 2018年、コマ）
- ちょびっとづかん（ベニキノコビト）
- 初恋モンスター（生徒）
- ばくおん!!（猿山猿子）
- 魔装学園H×H（胡桃沢桃）
- 私がモテてどうすんだ（売り子、生徒、ルビー）

2017年
- 昭和元禄落語心中 -助六再び篇-（女性、園児、看護師、観客、遊女 他）
- にゃんこデイズ（池谷嵐、先生、体操のお姉さん）
- ちょびっとづかん（ベニキノコビト）
- 終末なにしてますか? 忙しいですか? 救ってもらっていいですか?（ラーントルク・イツリ・ヒストリア）
- はじめてのギャル（上坂歩美）
- 王様ゲーム The Animation（桃木遥香）
- 僕の彼女がマジメ過ぎるしょびっちな件（女優）

2018年
- 踏切時間（あけみ）
- 奴隷区 The Animation（台東フジコ）
- 邪神ちゃんドロップキック（2018年 - 2023年、遊佐） - 3シリーズ + 特別編
- 七星のスバル（ギルドメンバー）
- 俺が好きなのは妹だけど妹じゃない（水無月桜）
- CONCEPTION（ファルン、カプリ）
- キラッとプリ☆チャン（エドワルダ）

2019年
- 魔王様、リトライ!（キョン）

### 劇場アニメ
- RE:cycle of the PENGUINDRUM [後編] 僕は君を愛してる（2022年、夏芽マリオ）

### OVA
2011年
- 装甲騎兵ボトムズ Case;IRVINE

2017年
- ストライク・ザ・ブラッド II（マルーシャ・スィーニー）
- はじめてのギャル（上坂歩美） - コミックス第5巻BD付き限定版

2019年
- 俺が好きなのは妹だけど妹じゃない （水無月桜） - BD/DVD第1・2巻に収録

### Webアニメ
2015年
- ロボットガールズZ プラス（グレンダさん〈グレンダイザー〉）

### ゲーム
2008年
- 赤い糸DS（2008年 - 2009年、カレン） - 2作品

2012年
- CONCEPTION 俺の子供を産んでくれ!（ファルン）
- スタプラ!（ファルセットver.1.0）
- D.C.III 〜ダ・カーポIII〜（2012年 - 2013年、五条院巴） - 2作品

2013年
- 英国探偵ミステリア（エリサ）

2014年
- アイコレ～with you～（神崎静音）
- 少女とドラゴン -幻獣契約クリプトラクト-（リーゼロッテ）
- 感染少女（クロエ）
- 九十九姫（兎千代、水妖、須佐之男）
- 絶対絶望少女 ダンガンロンパ Another Episode（空木言子）
- ロボットガールズZ ONLINE（グレンダさん〈グレンダイザー〉）

2015年
- レルムクロニクル（マリー）
- オオカミ姫（星天神アストレア）
- ボクシングエンジェル（羽月）
- ファンタジーウォータクティクス（エカテリーナ）
- ビーナスイレブンびびっど！（ダナ・詩奏音ことば）
- グラナド・エスパダ（リスキー）
- 車なごコレクション（クラウンマジェスタ、ヴェルファイア〈2代目・30W型〉、ステップワゴン スパーダ）
- ラングリッサー リインカーネーション-転生-（ヒルダ・ユースティーツ）

2016年
- ヴィーナスランブル（コノハナサクヤ）
- バルディリア戦記（セレーネ、フィーネ）
- 戦国幻武（竹林院、濃姫、帰蝶）
- ガルフト！（小田切愛）
- ソラヒメ ACE VIRGIN -銀翼の戦闘姫-（P-43 ランサー、Fw190、 ヴュルガー、MiG-15、キ 61 三式戦闘機飛燕、MC.202）
- サウザンドメモリーズ（永闇の吸血鬼ドロシー、幻瞬の女騎士、セレーナ、 蒼銀の聖護騎士バーシア）
- 刻のイシュタリア（三蔵法師ゲンジョウ、クレネット）
- レジェンド オブ アルスマーナ（クリスティナ）
- 戦国アスカ ZERO（神屋宗湛、正宗）
- トリックスター～召喚士になりたい～(アイラ)
- 幻想戦姫（乙姫）
- レムリア 〜Strada Of Chain〜（ルイス）

2017年
- League of Angels II - リーグオブエンジェルズ2（ヴィクトリア、クレア、ヘレン、チムチム）
- 戦場のツインテール（ベラ・ベゴール）
- 征戦!エクスカリバー（アデライン、エステル）
- ゴシックは魔法乙女〜さっさと契約しなさい！〜（ラーントルク・イツリ・ヒストリア）
- 旋光の輪舞2（リリ・F・レヴィナス）
- セヴンデイズ あなたとすごす七日間（月野木コトハ）
- アズールレーン（アトランタ、雷）

2018年
- モン娘☆は〜れむ（グレンダさん）
- ルナプリ from 天使帝國（フェルディ）
- クイズRPG 魔法使いと黒猫のウィズ（キナリ・ミクリヤ）

2019年
- CONCEPTION PLUS 俺の子供を産んでくれ!（ファルン）
- ヴァリアントフォース（フレイヤ・ヴァレリア）
- イースIX -Monstrum NOX-（サラディ）
- アズールレーン クロスウェーブ（アトランタ、雷）

2020年
- 邪神ちゃんドロップキック 〜神保町放置⼤作戦〜（遊佐）
- エースヴァージン：再出撃（MC.202、キ83）

2023年
- D.C.III P.S. ～ダ・カーポIII プラスストーリー～（五条院 巴）

### ドラマCD
- エンジェルスキャンディーズ（響琴子）
- るり色輪廻

2016年
- ドラマCD「フレラジ☆」 （仮）（山吹薫）

### ラジオ
- スターチャイルドドリーム in神戸 2008スペシャル（CRK：ナビゲーター）
- あいまいなオカピ（OBC：アシスタントパーソナリティー）
- おしゃべりやってま〜す 第1放送（K'z Station：2011年1月 - 2012年4月）
- ロボガラジオ 聞かなきゃ全員フルボッコだZ!（HiBiKi Radio Station：2013年12月23日 - 2014年5月26日）
  - ロボガラジオ 聞かなきゃ全員フルボッコだZ!プラス（HiBiKi Radio Station：2015年5月14日 - 7月23日）[46]
  - 荒波和沙のロボガZフルバト放送局（HiBiKi Radio Station：2015年7月23日 - 10月1日）[47]
- フレラジ☆リアルラジオ（HiBiKi Radio Station：2015年12月29日 - ）[48]

### 映画
- 劇場版 カンナさん大成功です!
- ショートムービー『呪いの妖面』（ひろこ） - 第1話『五寸釘』
- 女子中学生（編みメーションパートpart声）

### ナレーション
- 音筆検定（よこはま動物園ズーラシア）
- 東武ワールドスクウェアTVCM[49]

### 舞台
- The Door〜welcome to my home〜（まどか）萬劇場
- 余白な僕ら（佐々木明美）全労済ホールスペース・ゼロ

### イベント
- 東京ゲームショウ2008「ゲームポットの“声”騒ぎ」

### インターネットテレビ
- 猫ブース鬼パーセント芋 (ニコニコ生放送「オープンソースチャンネル」隔週配信 不定期での出演）

### その他
- お名前CDシリーズ
  1. 「佐藤さんCD」
  2. 「鈴木さんCD」
  3. 「高橋さんCD」
- ソロモンの詩篇（2011年、エルノア・アルテミス）[50]
- 60日のシンデレラ 第3弾（2011年）
- 声優がラーメンを食べてみた。（2018年）[51]

## ディスコグラフィ

### キャラクターソング
| 発売日   | 商品名                                     | 歌                                                                   | 楽曲                                               | 備考                                                                                       |
| 2011年   | 2011年                                     | 2011年                                                               | 2011年                                             | 2011年                                                                                     |
| -------- | ------------------------------------------ | -------------------------------------------------------------------- | -------------------------------------------------- | ------------------------------------------------------------------------------------------ |
| 1月26日  | アリアリ未来☆                              | 高梨奈緒（喜多村英梨）、土浦彩葉（井上麻里奈）、近藤繭佳（荒浪和沙） | 「アリアリ未来☆」 「君にOverflow」                 | テレビアニメ『お兄ちゃんのことなんかぜんぜん好きじゃないんだからねっ!!』エンディングテーマ |
| 3月23日  | 歌なんかぜんぜん歌いたくないんだからねっ!! | 高梨奈緒（喜多村英梨）、土浦彩葉（井上麻里奈）、近藤繭佳（荒浪和沙） | 「Catch My HOPE」 「アリアリ未来☆ -delusion mix-」 | テレビアニメ『お兄ちゃんのことなんかぜんぜん好きじゃないんだからねっ!!』関連曲             |
| 3月23日  | 歌なんかぜんぜん歌いたくないんだからねっ!! | 近藤繭佳（荒浪和沙）                                                 | 「毎日発売日」                                     | テレビアニメ『お兄ちゃんのことなんかぜんぜん好きじゃないんだからねっ!!』関連曲             |
| 2013年   |                                            |                                                                      |                                                    |                                                                                            |
| 9月11日  | シャララ☆ランデヴー                        | team.スピカ                                                          | 「シャララ☆ランデヴー」                            | Webラジオ『星華学院放送部』エンディングテーマ                                              |
| 2014年   |                                            |                                                                      |                                                    |                                                                                            |
| 1月29日  | ロボットガールズZ                          | きかい♡少女隊                                                        | 「ロボットガールズZ」                              | テレビアニメ『ロボットガールズZ』オープニングテーマ                                        |
| 1月29日  | ロボットガールズZ                          | ロボットガールズ チームZ                                             | 「チームZのチカラ!」                               | テレビアニメ『ロボットガールズZ』エンディングテーマ                                        |
| 2016年   |                                            |                                                                      |                                                    |                                                                                            |
| 12月23日 | ビーナスイレブンびびっど! イメージアルバム | ★MONOCHROME☆                                                         | 「I LOVE ♥ VENUS!!」 「キミへMore Power!!」        | ゲーム『ビーナスイレブンびびっど!』テーマソング                                            |

### シリーズ一覧
1. ↑  第1期（2018年）、第2期『'』（2020年）、第3期『X』（2022年）、特別編『【世紀末編】』（2023年12月27日）

### ユニットメンバー
1. ↑  卯月花音（高橋未奈美）、織部あやね（大久保瑠美）、ファルセット（荒浪和沙）
2. ↑  本多真梨子、水瀬いのり、荒浪和沙、内田真礼、津田美波
3. ↑  本多真梨子、水瀬いのり、荒浪和沙
4. ↑  詩奏音ことば（荒浪和沙）、上下上下上（上原あかり）